# ラット (バンド)
ラット（Ratt）は、アメリカ合衆国出身のロック・バンド。
1980年代に隆盛したLAメタルの代表的存在で、モトリー・クルーと双璧をなす人気を誇り、全米で1600万枚、全世界で3000万枚以上のアルバム総セールスを記録した。
2018年の時点でバンドは、スティーヴン・パーシー(ボーカル)らと、ボビー・ブロッツァー(ドラム)の2派に分裂している。

## 略歴

### 結成〜改名
1978年にスティーヴン・パーシー(ボーカル)を中心にカリフォルニア南部サンディエゴで「ミッキー・ラット (Micky Ratt)」を結成。その後ロサンゼルスへ拠点を移し、後にオジー・オズボーンに選ばれるギタリストのジェイク・E・リーが参加する。
1981年、バンド名を「ラット」に改名。リーを含む初期のメンバーらが「ラフ・カット」を結成するためグループを脱退。バンドはパーシーと残留したギタリストのロビン・クロスビーを中心にメンバーを再編する。リハーサル、ライブを重ねた末、ドラマーとしてボビー・ブロッツァーが加わり、またパーシーとクロスビーの地元サンディエゴから当時18歳のギタリスト、ウォーレン・デ・マルティーニが参加。最後にベーシストのフアン・クルーシエがドッケンを脱退してバンド加入し、ラインナップが固まる。
1983年8月に自主制作のEP『ラット』でデビュー。派手なファッションと化粧、明るく開放的な音楽性は「ラットン・ロール（RATT N' ROLL）」と呼ばれて人気を博し、モトリー・クルーとともにLAメタルのブームを牽引した。
このバンドがLAメタル特有の独特なスタイルを築いた経緯はベーシストのクルーシェがドッケンの元メンバーであったことによる効果もあるが、それ以上にバンドの作曲面での中心人物であったクロスビーと「モトリー・クルー」の中心人物であるニッキー・シックス(ベース)がそもそものルームメイト同士であった由縁が強いとされる。

### メジャー・デビュー〜解散
大手レーベル「アトランティック・レコード」と契約して音楽プロデューサーのボー・ヒルの元、1984年3月にメジャー・デビュー・アルバム『情欲の炎』（全米チャート7位）をリリース。シングル「ラウンド・アンド・ラウンド」がMTVを通じて全米でヒットを起こし、日本ではSONY MUSIC TVを通じてラットブレイクのきっかけとなった。
1985年7月にセカンド・アルバム『インヴェイジョン・オブ・ユア・プライヴァシー』をリリース（全米チャート7位）。特にシングル・ヒット「レイ・イット・ダウン」のプロモーション・ビデオに当時の『PLAYBOY』誌のモデルであったマリアンヌ・グラヴァットが出演、PMRCによる検閲を受けることでグラム・メタルのグラマラスなイメージを高めていった。オジー・オズボーンやボン・ジョヴィらとともにイギリス、アメリカ、日本などで公演を行い9月にイギリス・ドニントンでのモンスターズ・オブ・ロックに出演する。
1986年8月にサード・アルバム『ダンシング・アンダーカヴァー』をリリース。この頃からメイン・ソングライターの座がクロスビーからデ・マルティーニへ徐々に移っていく。収録曲「ボディ・トーク」がエディ・マーフィ主演の映画『ゴールデン・チャイルド』に起用された。若手の「ポイズン」をサポートに起用し1987年にかけてアメリカ国内、ヨーロッパでツアーをおこなう。同年2度目の来日公演。
1988年11月に4枚目のアルバム『リーチ・フォー・ザ・スカイ』をリリース。1989年3度目の来日公演。
1990年8月に5枚目のアルバム『ディトネイター』をリリース。メジャー・デビュー以降、すべてのアルバムをプロデュースしてきたヒルが制作を離れ、加えてクロスビーを完全にコンポーザーの立場から排除した体制に変更した上でヒットメイカーであるデズモンド・チャイルドを起用、ジョン・ボン・ジョヴィもゲスト参加、と話題となるも結果的にバンドカラーであったラットンロールの勢いを失う作品となりバンド初のプラチナムに届かない作品となった。
時代は既にグランジの様なオルタナティヴ・ロックの時代に移っており多くのグラム・メタルのグループは大手レーベルの契約を失う様になっていった。別の問題としてクロスビーは重度のヘロイン中毒に陥っていた。
1991年2月の来日公演後、クロスビーのリハビリに伴い、マイケル・シェンカー(ギター)がグループをサポートすることになる。同年9月発売のベスト・アルバム『ラットン・ロール 8191』を最後に、アトランティック・レコードから契約を解除される。すでにクロスビーは新しいグループで活動を開始した事情もあり、1992年にバンドは解散した。

### 再結成〜クロスビー死去

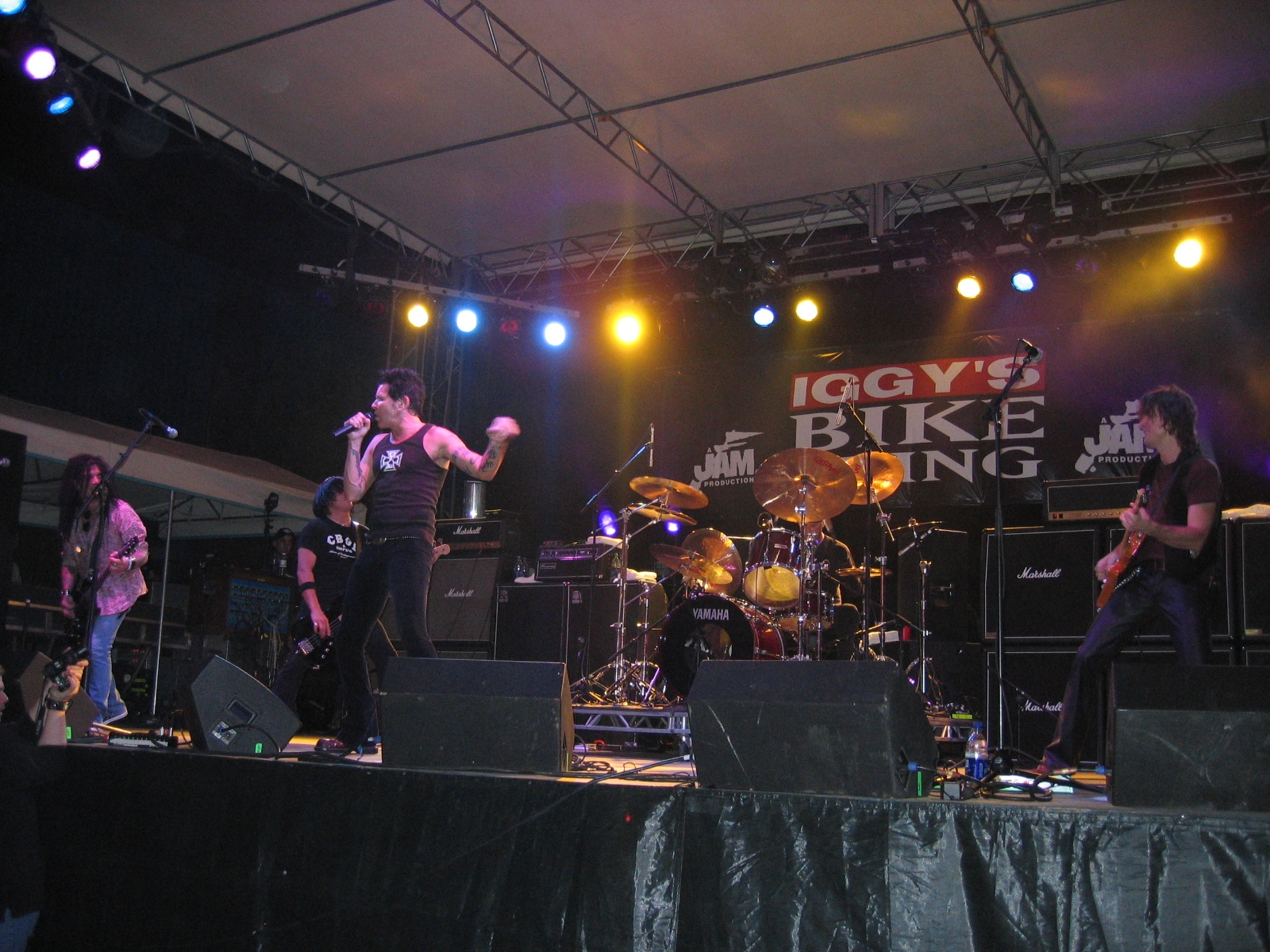
ジジー・パール(ボーカル)、ジョン・コラビ(ギター)在籍時 - シカゴ公演 (2005年9月)

ロビン・クロスビーは1991年夏、「Secret Service」を結成。翌年2月に日本武道館で行われたマザーエンタープライズ主催イベント「1万人の一本締め」参加のために来日。過去の「ラットン・ロール」キャンペーンを執り仕切ったツアーマネージャーと共に来日するも、彼はポーラ・アブドゥルの公式スタッフであったため、ポーラ本人を含めたアブドゥル初来日公演クルーご一行と相席便乗となる珍現象が発生。
1992年スティーヴン・パーシーは「アーケイド」(Arcade)を結成、早急にアルバムをリリース。ウォーレン・デ・マルティーニは1994年に「ホワイトスネイク」に参加、ソロ作品をリリースする。
1994年にクロスビーはHIVの保持者として診断される。(ヘロイン注射の回し打ちで注射針から感染した)
1997年にスティーヴン・パーシー、ウォーレン・デ・マルティーニ、ボビー・ブロッツァー、元「ヴィンス・ニール・バンド」のロビー・クレインのラインナップで再結成。未発表曲集『コラージュ』をメジャー・レーベル、ソニーからリリース。

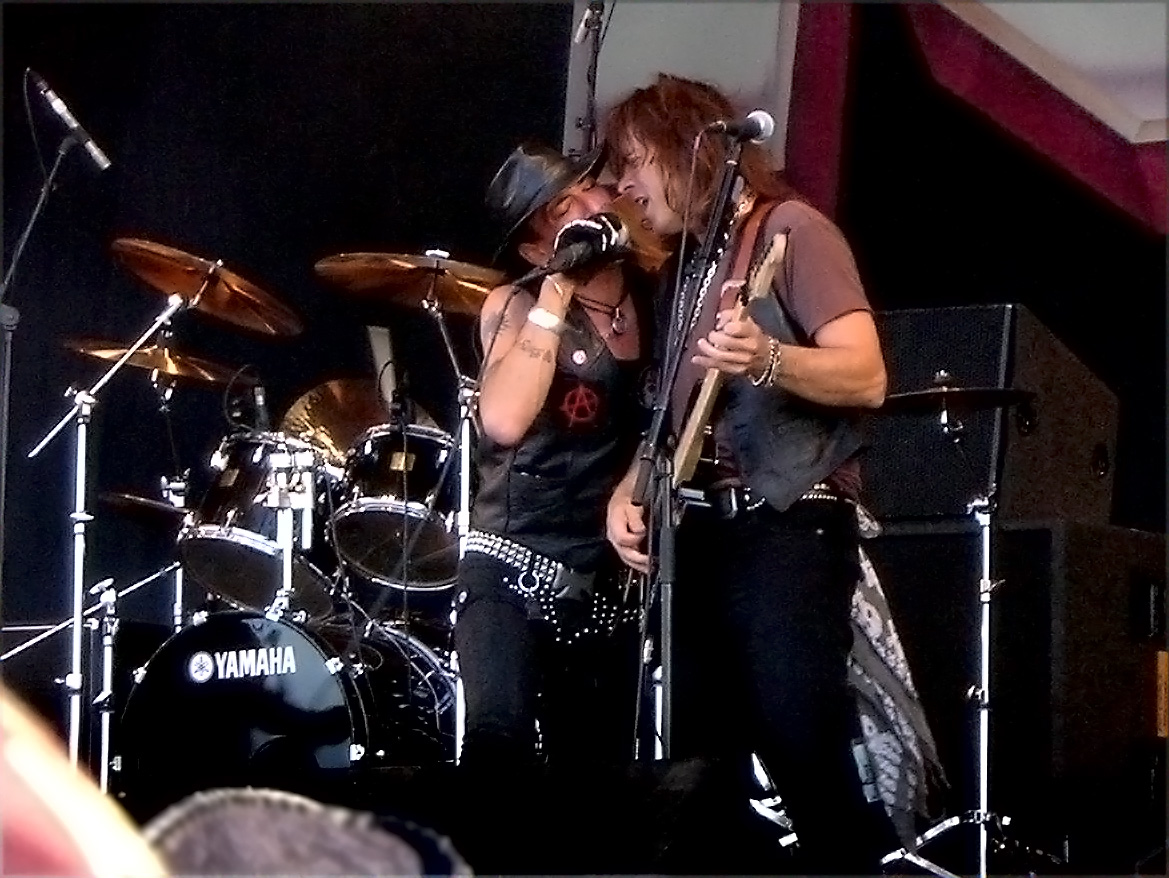
スウェーデン・セルベスボリ公演 (2008年6月)

1999年には再びバンド名を冠したアルバム『ラット』をリリースするもパーシーが脱退。
その後はウォーレンを中心としジジー・パール(ボーカル)やジョン・コラビ（ギター、元モトリー・クルー）をメンバーに加え活動を続けていたが、その後バンドは再び解散することとなる。
2002年6月6日、ロビン・クロスビー(ギター)がエイズにより42歳で死亡（闘病苦からの自殺説あり）。
2007年、2枚目のベスト・アルバム『ヴェリー・ベスト・オブ・ラット』をリリースし、パーシー、デ・マルティーニ、ブロッツァーを中心に再結成ギグを行う。
2008年8月、ジョン・コラビに代わり、元「クワイエット・ライオット」のカルロス・カヴァーゾ(ギター)が加入。
2010年4月、ロードランナー・レコードから11年ぶりのニュー・アルバム『インフェステイション』がリリースされた。「LOUD PARK 10」出演のため来日。
2012年、ロビー・クレインが離脱、「M3 Rock Festival」から、フアン・クルーシエがバンドに復帰した。
2014年、スティーヴン・パーシー2度目の離脱を契機に活動が停止。

### 分裂〜現在

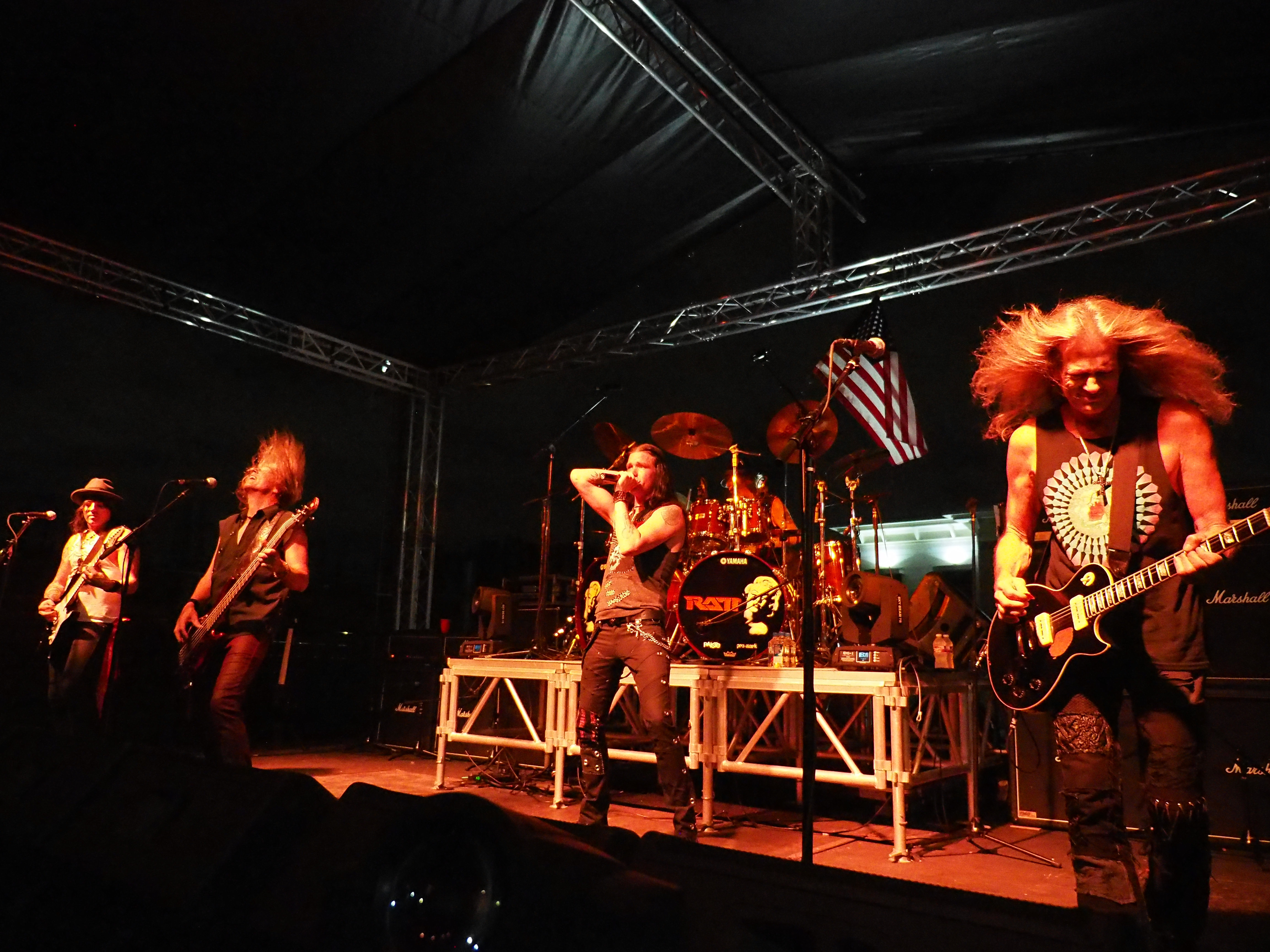
Bobby Blotzer's Ratt Experience - ヒューストン公演 (2016年10月)

2015年、バンドの権利を有するボビー・ブロッツァー（という本人の主張、実際の権利上位所有者は最終的にクルーシエ）は、リアルタイムでの活動を望み独自にメンバーを再編。同じく権利を有するウォーレン・デ・マルティーニは、あくまでクラシック・メンバーで集合離散するスタイルにこだわり、両者は対立。訴訟闘争にまで発展する。
2016年、ブロッツァーは「Bobby Blotzer's Ratt Experience」名義に変更して活動を継続。同年末、裁定によりバンド名の権利は2人以外に、「パーシーとクルーシェにも所有権がある」と判決が下される。この結果を踏まえ、団結したウォーレン、パーシー、クルーシェ側はブロッツァーを除名とし、翌年以降から再始動すると示唆した。
2017年、ウォーレン側にカルロス・カヴァーゾが引き続き残留し、かねてよりボビーの代役でゲスト参加したことのあるジミー・デグラッソ（元スイサイダル・テンデンシーズ、元メガデス）をサポート・ドラマーとして迎え入れ、ラット名義でツアーを開始した。
2018年、上級裁判所における再判決で再度の勝訴を勝ち取ったウォーレン側であったにも拘らずその判決の直後、過去にパーシーにより幾度も繰り返された脱退劇やその他の問題への不満からウォーレンが降板し、それにカヴァーゾも追従。残るパーシー、クルーシェとサポート・メンバーでツアーを再開する。
2025年、パーシーとウォーレン、カルロスが和解し、ラット名義ではないもののラットの楽曲のセルフカヴァープロジェクト「Peacy&DeMartini Peafoming RATT」名義で同年5月のM3 Rock Festival 2025に出演することが発表された。

## メンバー

### 現メンバー
- スティーヴン・パーシー (Stephen Pearcy) - ボーカル (1976年-2000年、2006年- )
- フアン・クルーシエ (Juan Croucier) - ベース (1982年-1992年、2012年- )
- ジョーダン・ジフ (Jordan Ziff) - ギター (2018年- )
- ピート・ホルムズ (Pete Holmes) - ドラム (2018年- ) ※元ブラック・アンド・ブルー

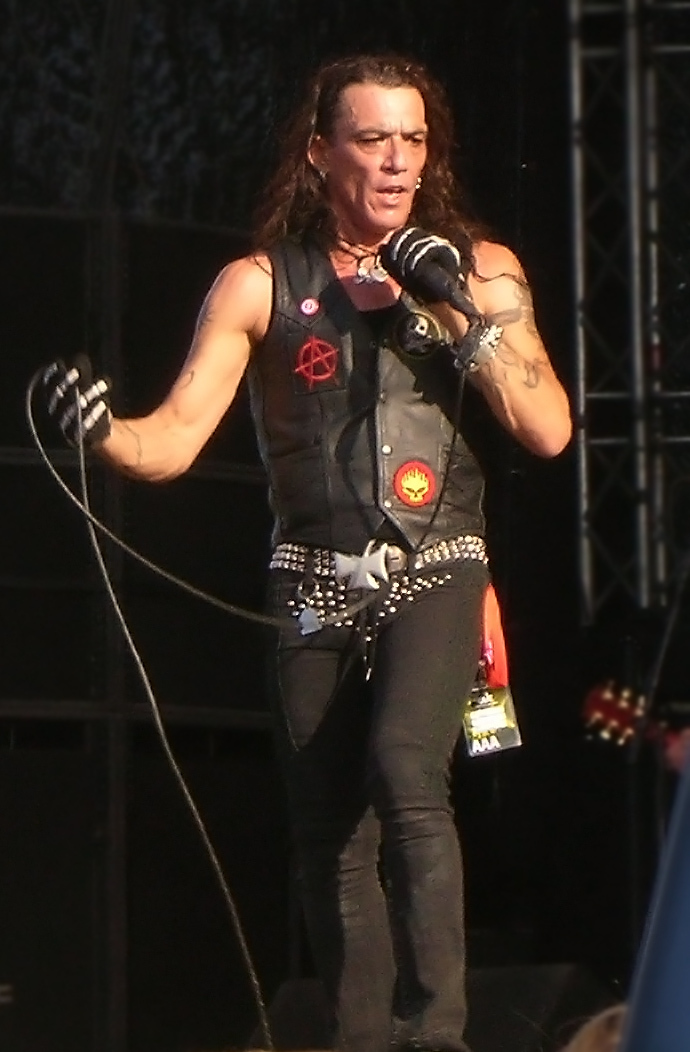
スティーヴン・パーシー(Vo) 2008年

### Bobby Blotzer's Ratt Experienceの現メンバー
- ボビー・ブロッツァー (Bobby Blotzer) - ドラム (1982年- )
- ショーン・ニコルス (Seann Nicols) - ボーカル (2017年- ) ※元アドラーズ・アペタイト、クワイエット・ライオット
- ミッチ・ペリー (Mitch Perry) - ギター (2016年- ) ※元マッコーリー・シェンカー・グループ
- ステーシー・ブレーズ (Stacey Blades) - ギター (2016年- )
- ブラッド・ラング (Brad Lang) - ベース (2016年- )

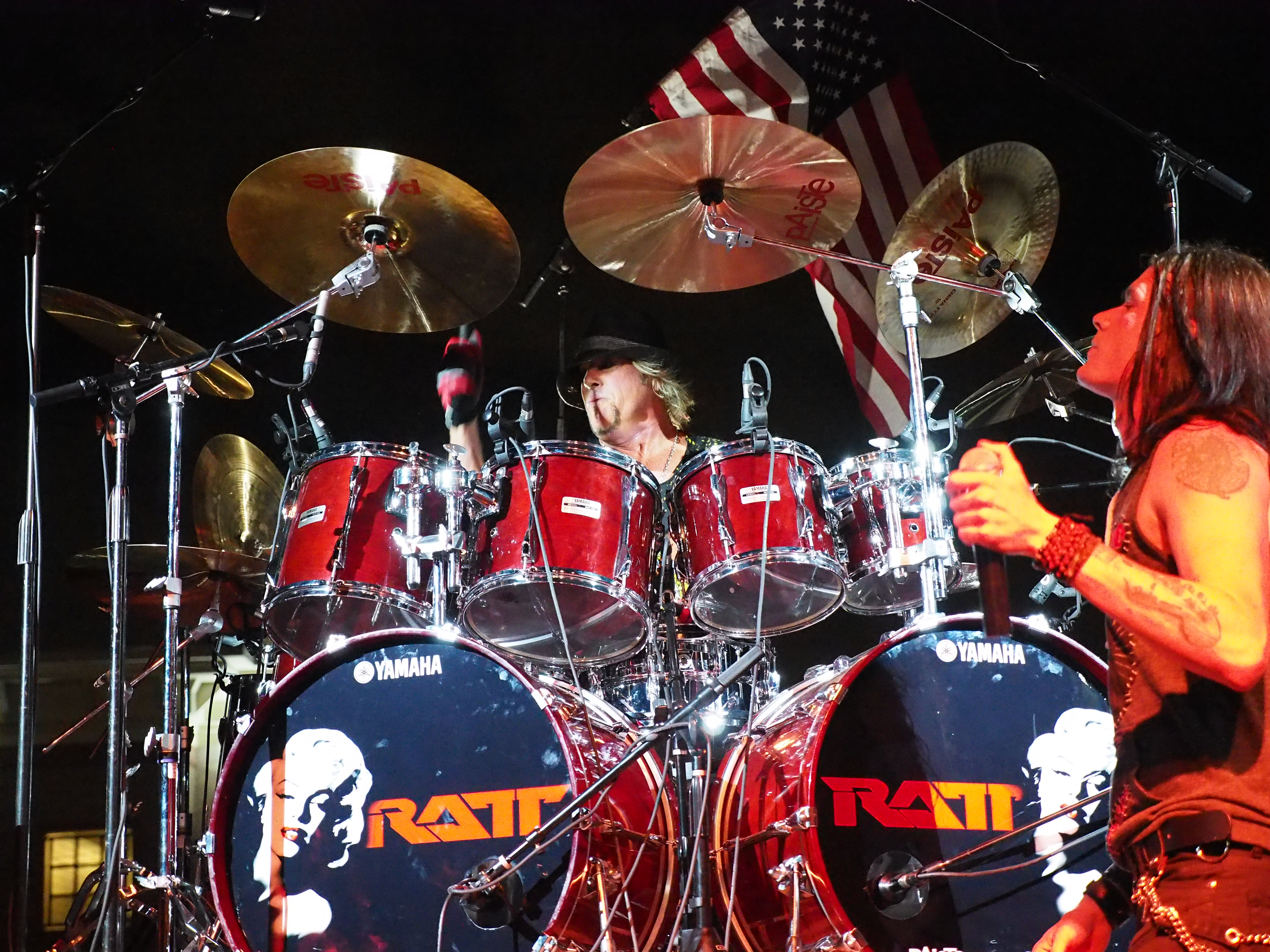
ボビー・ブロッツァー(Ds) 2016年
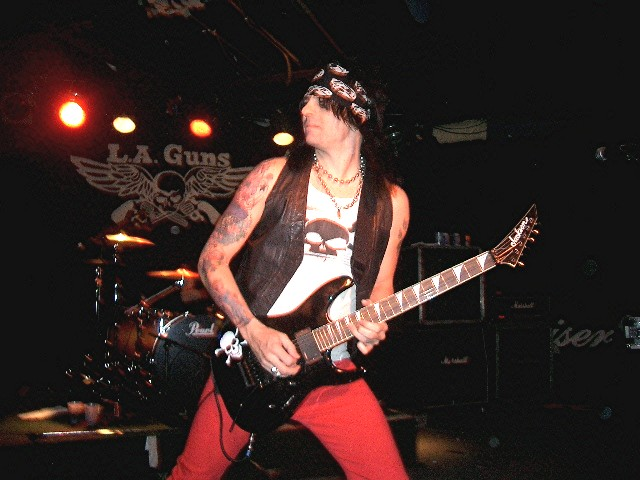
ステーシー・ブレーズ(G) 2008年

### 旧メンバー
- トミー・アサカワ (Tommy Asakawa) - ギター (1976年) ※ミッキー・ラット時代
- クリス・ハガー (Chris Hager) - ギター (1976年-1981年) ※ミッキー・ラット時代
- マット・ソーアー (Matt Thorr) - ベース (1976年-1981年) ※ミッキー・ラット時代
- ジョン・ターナー (John Turner) - ドラム (1978年-1981年) ※ミッキー・ラット時代
- ティム・ガルシア (Tim Garcia) - ベース (1978年-1981年) ※ミッキー・ラット時代
- ボブ・アイゼンバーグ (Bob Eisenberg) - ドラム (1978年-1980年) ※ミッキー・ラット時代
- ポール・デニスコ (Paul DeNisco) - ギター (1980年) ※ミッキー・ラット時代
- ジェイク・E・リー (Jake E. Lee) - ギター (1980年-1981年)
- デイヴ・ジェリソン (Dave Jellison) - ベース (1980年-1981年)
- ロビン・クロスビー (Robin Crosby) - ギター (1981年-1991年)
- ボブ・デ・レリス (Bob De Lellis) - ギター (1981年)
- ウォーレン・デ・マルティーニ (Warren DeMartini) - ギター (1981年-2018年)
- マイク・ニュー (Mike New) - ベース (1982年)
- マルク・トリアン (Marq Torien) - ギター (1982年)
- ジョーイ・クリストファニリ (Joey Cristofanilli) - ベース (1982年)
- ロビー・クレーン (Robbie Crane) - ベース (1996年-2012年)
- ケリ・ケリー (Keri Kelli) - ギター (1999年-2000年)
- ジョン・コラビ (John Corabi) - ギター (2000年-2008年)
- ジジー・パール (Jizzy Pearl) - ボーカル (2000年-2006年)
- カルロス・カヴァーゾ (Carlos Cavazo) - ギター (2008年-2018年)
- ジミー・デグラッソ (Jimmy De Grasso) - ドラム (2017年-2018年)
- クリス・サンダース (Chris Sanders) - ギター (2018年-2020年)

Bobby Blotzer's Ratt Experienceの旧メンバー
- マイケル・エリス (Michael "Doc" Ellis) - ギター (2015年-2016年)
- スコット・グリフィン (Scott Griffin) - ベース (2015年-2016年)
- ブレイズ (Blaze) - ギター (2015年-2016年)
- ロビー・クレーン (Robbie Crane) - ベース (2016年)
- ジョシュア・アラン (Joshua Alan) - ボーカル (2015年-2017年)

## ディスコグラフィ

### スタジオ・アルバム
- 『情欲の炎』 - Out Of The Cellar (1984年) ※全米7位、3Xプラチナム
- 『インヴェイジョン・オブ・ユア・プライヴァシー』 - Invasion Of Your Privacy (1985年) ※全米7位、2Xプラチナム
- 『ダンシング・アンダーカヴァー』 - Dancing Undercover (1986年) ※全米26位、プラチナム
- 『リーチ・フォー・ザ・スカイ』 - Reach For The Sky (1988年) ※全米17位、プラチナム
- 『ディトネイター』 - Detonator (1990年) ※全米23位、ゴールド
- 『ラット』 - Ratt (1999年) ※全米169位
- 『インフェステイション』 - Infestation (2010年) ※全米30位

### EP
- 『ラット』 - Ratt (1983年)

### コンピレーション・アルバム
- 『ラットン・ロール 8191』 - Ratt N Roll 8191 (1991年) ※全米57位、ゴールド
- 『コラージュ』 - Collage (1997年) ※全米49位
- The Essentials (2002年)
- Ratt: Metal Hits (2003年)
- 『ヴェリー・ベスト・オブ・ラット』 - Tell the World: The Very Best of Ratt (2007年)
- Flashback with Ratt (2011年)

### ボックスセット
- The Atlantic Years 1984-1990 (2020年)

『情欲の炎』（1984年）から『ディトネイター』（1990年）までの5枚のスタジオ・アルバムをセットにしたボックスセット。各ディスク毎に1曲ずつボーナストラックを収録。

## 来日公演

### 単独公演
- The World Infestation Tour '85（1985年年）〈Warren DeMartini・Robbin Crosby〉
  - 3月20日・21日・23日 東京 東京厚生年金会館
  - 3月25日 大阪 フェスティバルホール
  - 3月26日 名古屋 名古屋市公会堂
  - 3月27日 東京 渋谷公会堂
- Invasion of Your Privacy Tour（1986年）〈Warren DeMartini・Robbin Crosby〉
  - 4月07日・8日 東京 東京厚生年金会館
  - 4月10日・11日 東京 中野サンプラザ
  - 4月12日 東京 渋谷公会堂
  - 4月14日 福岡 福岡サンパレス
  - 4月15日 大阪 フェスティバルホール
  - 4月16日・17日 大阪 大阪厚生年金会館
  - 4月19日 京都 京都会館
  - 4月21日 名古屋 名古屋市公会堂
  - 4月22日 静岡 静岡市民文化会館
  - 4月23日 横浜 横浜文化体育館
  - 4月24日 東京 中野サンプラザ
  - 4月25日 仙台 宮城県スポーツセンター
  - 4月27日・28日 東京 NHKホール
- Dancing Undercover Tour（1987年）〈Warren DeMartini・Robbin Crosby〉
  - 5月09日 名古屋 名古屋市公会堂
  - 5月11日・12日 大阪 フェスティバルホール
  - 5月15日 東京 日本武道館
- Reach for the Sky Tour（1989年）〈Warren DeMartini・Robbin Crosby〉
  - 1月06日 名古屋 レインボーホール
  - 1月08日 大阪 大阪城ホール
  - 1月09日 福岡 福岡サンパレス
  - 1月11日 横浜 横浜文化体育館
  - 1月12日 東京 日本武道館
- Detonator Tour（1991年）〈Warren DeMartini・Robbin Crosby〉
  - 2月07日 大宮 大宮ソニックシティ
  - 2月08日 東京 渋谷公会堂
  - 2月11日 横浜 横浜文化体育館
  - 2月12日 東京 中野サンプラザ
  - 2月13日・14日 東京 簡易保険ホール
  - 2月16日・12日 大阪 フェスティバルホール
- Back for More Tour（1998年）〈Warren DeMartini〉
  - 1月21日 名古屋 ボトムライン
  - 1月23日 川崎 クラブチッタ川崎
- RATT / WINGER 2007（2007年）〈Warren DeMartini・John Corabi〉
  - 11月5日 大阪 なんばHATCH
  - 11月6日 名古屋 ダイアモンドホール
  - 11月8日 東京 Shibuya O-EAST
  - 11月9日 東京 赤坂BLITZ
    - ウィンガーとのジョイント・ライブ

### フェス
- Heat Beat Live '89 in Big Egg（1988年）〈Warren DeMartini・Robbin Crosby〉
  - 12月31日 - 1月1日 東京 東京ドーム
    - ボン・ジョヴィ、キングダム・カム、ブリトニー・フォックス
- LOUD PARK 10（2010年）〈Warren DeMartini・Carlos Cavazo〉
  - 10月14日 埼玉 さいたまスーパーアリーナ